# 8702-es mellékút (Magyarország)
A 8702-es számú mellékút egy közel 10 kilométer hosszú, négy számjegyű országos közút Vas vármegye területén; Sorkifalud Szentléránt nevű, különálló településrészét köti össze a 87-es főúttal.

## Nyomvonala
A 8701-es útból ágazik ki, annak a 11+150-es kilométerszelvénye közelében, Rum belterületének déli szélén, nyugati irányban. Zrínyi Miklós utca néven húzódik a lakott terület széléig, amit alig 400 méter után maga mögött is hagy. Az első kilométere után átlép Zsennye területére, de lakott helyeket ott nemigen érint, a községen a 87 102-es számú mellékút vezet végig, amely dél felől torkollik bele a 8702-es útba, nem sokkal annak a második kilométere után.
2,3 kilométer teljesítését követően éri el az út Rábatöttös határát; elhalad a Szent Cecília-templom és a község temetője mellett, majd kiágazik belőle észak felé egy számozatlan önkormányzati út a falu központja irányába. Kevesebb, mint fél kilométerrel arrébb egy másik elágazása következik, ez a 87 103-as számú mellékút, mely ugyancsak Rábatöttös központjába vezet. 3,3 kilométer után éri el a különálló Gutaháza településrészt, melynek házai között végig is húzódik, József Attila utca néven, de alig több mint fél kilométerrel távolabb már ismét külterületek közt jár.

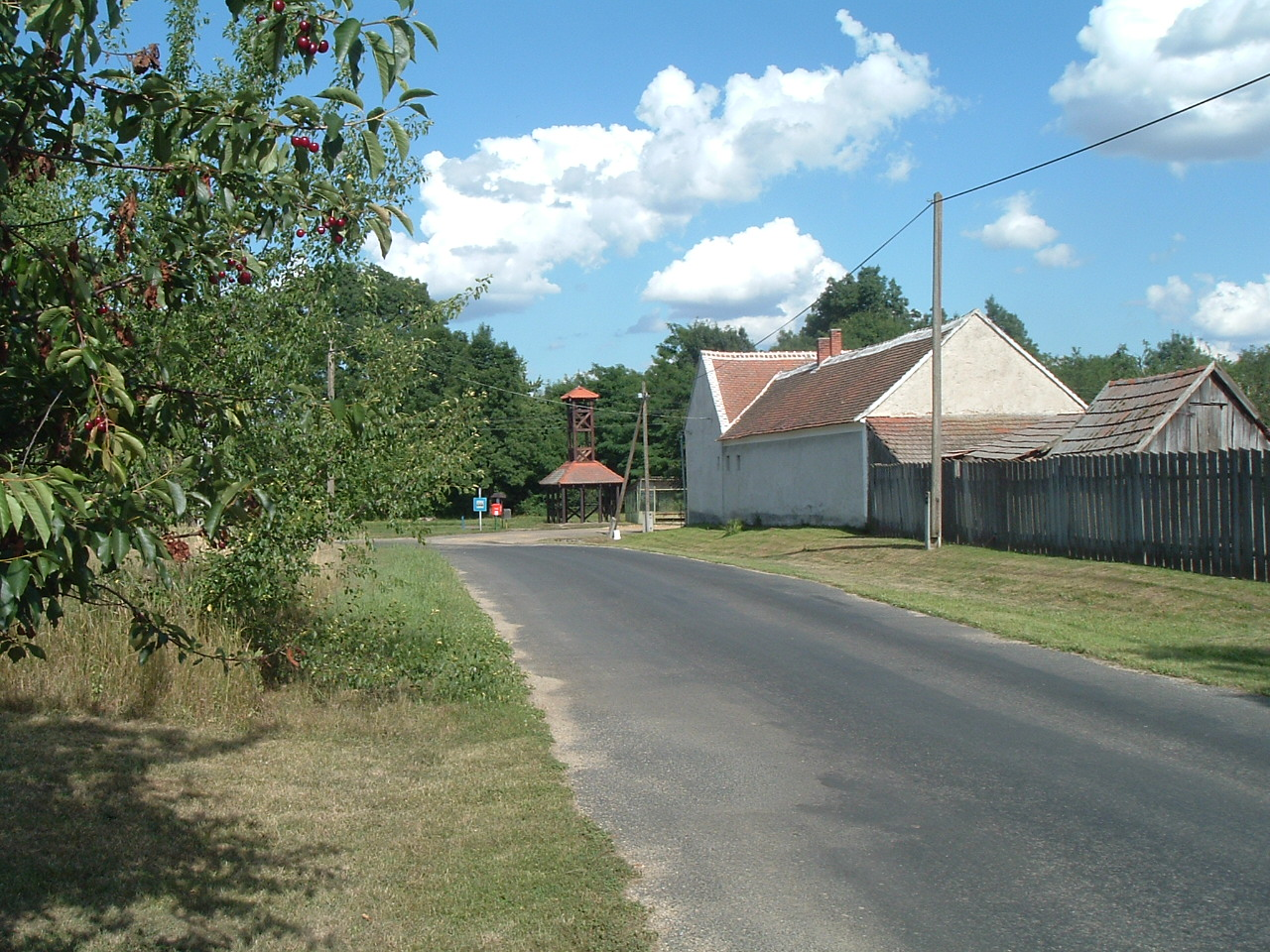
Az út Geregye központjában

4,3 kilométer után a korábbi irányához képest délebbnek fordul, majd átlépi Gyanógeregye határát; Geregye településrészt kevéssel az 5. kilométere előtt éri el, és alig 400 méteren át húzódik belterületen, Gyanóra pedig nagyjából 6,2 kilométer után érkezik meg. E községrészben több, közel derékszögű irányváltása következik, illetve a 7. kilométere közelében találkozik a 8703-as úttal, amellyel rövidke közös szakaszuk is van. Miután újból különváltak, a 8702-es nyugat felé folytatódik, pár lépés után már külterületen.
7,4 kilométer után szeli át az út az útvonalába eső utolsó település, Sorkifalud határszélét. Magával a községgel nem is találkozik, csak annak különálló, Szentléránt nevű településrészével, amit nagyjából 8,2 kilométer után ér el. A falurész keleti szélén szinte azonnal véget is ér, folytatása a központ és a Szombathely–Nagykanizsa-vasútvonal Szentléránt megállóhelye irányában már csak számozatlan önkormányzati útként halad tovább.
Teljes hossza, az országos közutak térképes nyilvántartását szolgáló kira.gov.hu adatbázisa szerint 8,266 kilométer.

## Települések az út mentén
- Rum
- (Zsennye)
- Rábatöttös
- Gyanógeregye
- Sorkifalud-Szentléránt